# Equos Troianus
Il cavallo di Troia (in latino Equos Troianus) è una tragedia cothurnata perduta dello scrittore romano Livio Andronico. Traeva ispirazione dal ciclo troiano.